# Wendelin
Wendelin  è un nome proprio di persona tedesco e olandese maschile.

## Varianti in altre lingue
- Ceco: Vendelín[1]
- Esperanto: Vendelo
- Finlandese
  - Femminili: Venla[2]
- Germanico: Wendelin[1], Wandalin[1], Wendel[1], Wandal[1]
- Italiano: Vendelino[3][4]
- Latino: Vendelinus[3], Wendelinus, Wendalinus
- Slovacco: Vendelín[1]
- Svedese
  - Femminili: Vendela[5]
- Ungherese: Vendel

## Origine e diffusione
Si trattava in origine di un diminutivo di vari prenomi germanici comincianti con l'elemento wandal, che significa "Vandalo" (inteso come "appartenente ai Vandali"). Da questo nome può probabilmente derivare Guendalina.
La forma italiana, Vendelino, è desueta; la si ritrova perlopiù associata al nome dell'unico santo con questo nome. Il nome inglese Wendell è derivato da un cognome, a sua volta derivante da Wendel. 

## Onomastico
L'onomastico si può festeggiare in memoria di san Wendelin, eremita di Treviri, commemorato il 21 ottobre.

## Persone

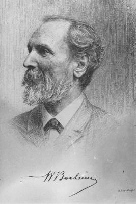
Wendelin Boeheim

- Johann Carl Wendelin Anreiter von Zirnfeld, pittore austriaco
- Wendelin Boeheim, militare e storico austriaco
- Wendelin Werner, matematico tedesco naturalizzato francese

### Varianti maschili
- Vindelino da Spira, tipografo tedesco
- Wendel Geraldo Maurício e Silva, calciatore brasiliano
- Michał Jerzy Wandalin Mniszech, diplomatico polacco

### Variante femminile Vendela
- Vendela Kirsebom, modella svedese